# Вівіаніт
Вівіані́т — мінерал класу фосфатів і їх аналогів, водний фосфат заліза Fe3(PO4)2·8H2O; у незміненому стані прозорий, безбарвний, на повітрі набуває забарвлення від сіро-синього до чорно-синього відтінку.

## Історія
Вперше описаний як мінерал німецьким геологом А. Г. Вернером 1817 року й названий на честь Джона Генрі Вівіана (1785—1855), англійського політика і мінералога з Труро в графстві Корнуолл, який відкрив цей мінерал.

## Загальний опис
Хімічна формула: Fe3[PO4]2·8H2O. Містить 43 % FeO, близько 28 % P2O5. Домішки Mn2+, Mg, Са.
Сингонія моноклінна.
Густина 2,71—2,95.
Твердість 1,5—2.
Блиск скляний.

## Форми знаходження
Зустрічається у вигляді пластинчастих і голчастих прозорих кристалів світло-зеленого кольору в осадових гірських породах і рудах, торфах, лігнітах, лісових ґрунтах тощо; на повітрі швидко змінюють забарвлення на індигово-синій внаслідок часткового окиснення. Також у вигляді променистих і волокнистих агрегатів, конкрецій, землистий кульок і жовна. У рудних жилах є продуктом вивітрювання піротину і піриту.
В Україні є в Керченському залізорудному басейні (красиві променисті агрегати вівіаніту поширені в Керченських родовищах фосфорних бурих залізняків) торфовищах Волині, на Закарпатті.

## Утворення і походження
Гіпергенний, зустрічається в торфовищах і бурих залізняках озерно-болотного або морського походження, а також у порожнинах черепашок і кістках тварин. Утворюється у відновлювальних умовах лімонітової зони осадових сидеритових родовищ заліза й у торфовищах, округлі порошкуваті скупчення вівіаніту звичайні в низинних торф'яних болотах. При вивітрюванні окиснюється і заміщується темно-зеленим або бурим азовськітом. Супутні мінерали — гетит, лімоніт, гіпс, арагоніт, барит.

## Різновиди
Розрізняють: вівіаніт окиснений (збірна назва продуктів окиснення вівіаніту, багатого на оксидне залізо).

## Застосування
Ефектні друзи, великі одиночні кристали і їх зрощення використовуються як декоративно-колекційний матеріал; приховано-кристалічні землисті різновиди — як мінеральний пігмент для приготування синьої фарби (індиго натуральний). У залізних рудах є шкідливою домішкою через вміст фосфору.
Як мінеральна фарба міг використовуватися з найдавніших часів. Встановлюється у барвистих шарах російських ікон різних часів і різних шкіл.